# Brouwer Award
Der Brouwer Award wird jährlich vergeben durch die Division on Dynamical Astronomy der American Astronomical Society (DDA/AAS) für außergewöhnliche Lebensleistungen auf dem Feld der „Dynamischen Astronomie“. Der Preis wurde nach dem niederländisch-amerikanischen Astronomen Dirk Brouwer benannt.
Die American Astronautical Society vergibt ebenfalls einen Dirk Brouwer Award.
Der Brouwer Award ist mit 2000 US-Dollar dotiert. Wird der Preis posthum vergeben, entfällt die Dotierung. Das Auswahlkomitee besteht aus drei regulären Mitgliedern der Division on Dynamical Astronomy, dem Vorsitzenden der Division und dem letzten Gewinner des Awards. Sie suchen aus den Vorschlägen der Mitglieder der Division on Dynamical Astronomy und der American Astronomical Society den Gewinner aus.

## Preisträger
- 1976 Victor Szebehely
- 1978 nicht vergeben
- 1979 Paul Herget
- 1980 Boris Garfinkel
- 1981 George Contopoulos
- 1982 Walter Ernst Fricke
- 1983 Michel C. Henon
- 1984 Andre Deprit
- 1985 Peter Goldreich
- 1986 nicht vergeben
- 1987 Irwin I. Shapiro
- 1988 William Kaula
- 1989 Yoshihide Kozai
- 1990 Donald Lynden-Bell
- 1991 Martin Schwarzschild
- 1992 Stanton Peale
- 1993 Alar Toomre
- 1994 Christopher Hunter
- 1995 Brian Marsden
- 1996 Frank Shu
- 1997 Scott D. Tremaine
- 1998 Sverre Aarseth
- 1999 Wadim Anatoljewitsch Antonow (Vadim Anatol’evich Antonov)
- 2000 E. Myles Standish
- 2001 Jack Wisdom
- 2002 James Binney
- 2003 William R. Ward
- 2004 John Papaloizou
- 2005 James Williams
- 2006 Jacques Laskar
- 2007 Simon White
- 2008 Victor A. Brumberg
- 2009 Tim de Zeeuw
- 2010 Andrea Milani
- 2011 Lia Athanassoula
- 2012 Jerry Sellwood
- 2013 Joseph A. Burns
- 2014 Douglas Lin
- 2015 Sylvio Ferraz Mello
- 2016 Rosemary Wyse
- 2017 Ortwin Gerhard
- 2018 James M. Stone
- 2019 Fred Rasio
- 2020 Lennart Lindegren
- 2021 Amina Helmi
- 2022 Harold Levison
- 2023 Alessandra Celletti
- 2024 Dong Lai
- 2025 Robin Canup